# Murin Jaroszláv
Murin Jaroszláv (Ярослав Мурін, Lviv, 1961. január 2.) Magyarországon élő ukrán brácsaművész.
Visszaemlékezése szerint az első zenei löketet édesanyja adta, aki nagyon szerette a zenét, ezért gyakran énekelt ukrán népdalokat fiának. Először mandolinozni, később hegedülni tanult, majd zeneiskolába kerülésekor hangszert váltott, így lett brácsás.
Az lvivi zeneművészeti szakközépiskolában, ahol egy igen jó brácsaiskola működött, többek között Jurij Basmet is ugyanannál a tanárnál tanult, ahol ő. A Moszkvai Zeneakadémián végzett, névjegyét egy, a Szovjetunió összes tagországa között rendezett brácsaversenyen elért második helyével tette le.
Elsőként a Lvovi Szimfonikus Zenekar szólóbrácsása volt, utána az Ungvári Kamarazenekar brácsása, majd később művészeti vezetője, szólistája és dirigense volt. Elmondása szerint itt előírt tervek alapján kellett dolgozniuk, ami nem tette lehetővé művészi elképzelései kibontakozását. A peresztrojka után pedig egyáltalán nem lehetett Ukrajnában zenélésből megélni, ezért átköltöztek Magyarországra.
Először a Debreceni Szimfonikus Zenekarnál dolgozott három évig, majd Pécsre költözött, és jelenleg a Pannon Filharmonikusok – Pécs szólóbrácsása.2002 óta a Pécsi Művészeti Szakközépiskola tanára, jelenleg brácsa, kamarazene tárgyakat oktat, az iskola vonószenekarát vezényli.
Az ő nevéhez fűződik ifj. Szabó Ferenc brácsára íródott szólószonátájának bemutatója (2005), ill. a Brácsaverseny (Bartók) Bartók Péter-Nelson Dellamaggiore-féle legfrissebb, 2003-as változatának magyarországi bemutatója is hozzá fűződik (2006).